# True Stories
True Stories je sedmé studiové album americké skupiny Talking Heads. Album vyšlo v říjnu 1986 u vydavatelství Sire Records. Album si skupina produkovala sama. V žebříčku UK Albums Chart se album umístilo na sedmém místě. V Billboard 200 pak na 28. příčce.

## Seznam skladeb
Autorem všech skladeb je David Byrne.
| Pořadí         | Název             | Délka |
| -------------- | ----------------- | ----- |
| 1.             | Love for Sale     | 4:30  |
| 2.             | Puzzlin' Evidence | 5:23  |
| 3.             | Hey Now           | 3:42  |
| 4.             | Papa Legba        | 5:54  |
| 5.             | Wild Wild Life    | 3:39  |
| 6.             | Radio Head        | 3:14  |
| 7.             | Dream Operator    | 4:39  |
| 8.             | People Like Us    | 4:26  |
| 9.             | City of Dreams    | 5:06  |
| Celková délka: | Celková délka:    | 40:33 |

## Obsazení
Talking Heads
- David Byrne – kytara, zpěv
- Chris Frantz – bicí
- Jerry Harrison – klávesy, kytara, doprovodný zpěv
- Tina Weymouth – basová kytara, doprovodný zpěv

Ostatní hudebníci
- Bert Cross Choir – zpěv v „Puzzlin' Evidence“
- Tommy Camfield – housle v „People Like Us“
- Paulinho da Costa – perkuse
- Steve Jordan – akordeon v „Radio Head“
- St. Thomas Aquinas Elementary School Choir – zpěv v „Hey Now“
- Tommy Morrell – pedálová steel kytara v „People Like Us“ a „City of Dreams“